# Rödluvan (opera)

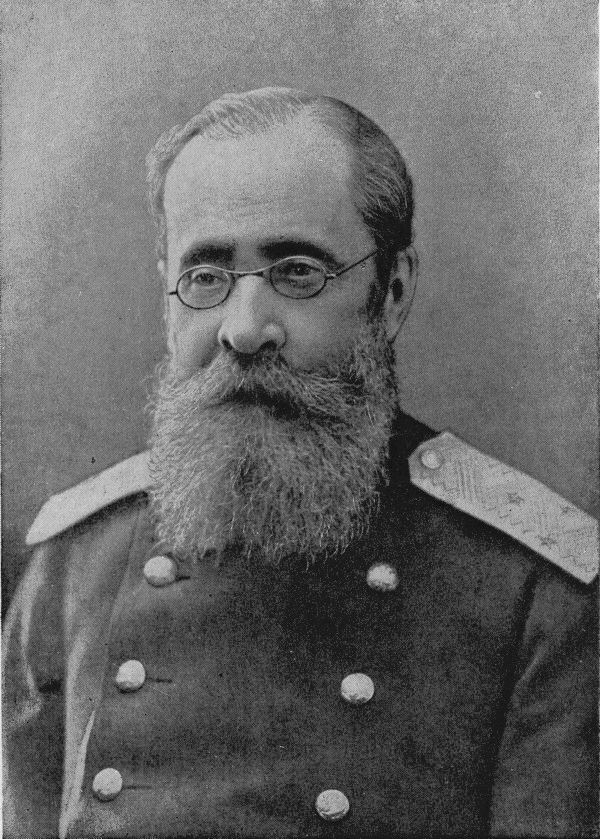
César Cui

Rödluvan (Красная шапочка på kyrillska; Krasnaja šapočka i translitteration) är en sagoopera för barn i två akter (tre tablåer) med musik av César Cui komponerad 1911. Librettot skrevs Marina Stanislavona Pol' och bygger på Charles Perraults saga med samma namn.
Partituret från 1912 är tillägnat tsarevitj Aleksej av Kejsardömet Ryssland.
Det tidigaste uruppförandet av operan har inte kunnat fastställas. Men det är känt att den sattes upp 1921 i Homyel i Vitryska SSR (nuvarandeVitryssland), av studenter från Folkets Stadskonservatorium och Tekniska Högskola.

## Personer
- Mormodern: alt
- Modern: mezzosopran
- Rödluvan: sopran
- Vargen: alt
- Jägaren: sopran
- Skogshuggaren: mezzosopran
- Jägare och skogshuggare: kör

## Handling
(Notering: Handlingen, som huvudsakligen bygger på Perrault, slutar emellertid lyckligt.)
Akt I, Tablå 1. 
Kören introducerar handlingen. Scene föreställer utkanten av en skog; dörren till Rödluvans stuga är syns i ena kanten. Rödluvan är på väg att ge sig av till sin sjuka mormor med en korg fylld av nybakade kakor. Modern varnar henne för att dra benen efter sig eller tala med främlingar. Sceneriet byts ut mot en --
Akt I, Tablå 2. -- en spöklik skog. Skogshuggare hörs arbeta. Rödluvan kommer ut från ett buskage. Medan hon tar sig tid att plocka blommor får vargen syn på henne. Han stoppar henne och berättar om en genväg till mormoderns hus. Han utmanar henne att se vem som kan komma dit först och hon antar utmaningen. Båda rusar i olika riktningar medan skogshuggarna fortsätter sitt arbete. 
Akt II. Tablå 3. Kören dyker upp och förklarar att vargen inte har ätit på tre dagar och kom fram till mormoderns hus först. Vargen låtsas vara Rödluvan och får komma in i huset där han slukar mormodern. Han tar hennes plats i sängen innan Rödluvan anländer. Hon ställer flera frågor om hur olik mormodern är och ser ut. Till slut slukar vargen även Rödluvan.
Några jägare och skogshuggare som har jagat vargen kommer förbi och går in i huset. De finner vargen sovande och öppnar upp hans buk och släpper ut mormodern och Rödluvan. Sedan syr de ihop vargen igen. Han ångrar sig och får lov att leva i skogen så länge som han lovar vara god.